# Tiso vagans
Tiso vagans là một loài nhện trong họ Linyphiidae. Chúng được John Blackwall miêu tả năm 1834.